# Eurypygimorphae
Eurypgimorphae — таксономічна група кілегрудих птахів. Група складається з двох рядів: Phaethontiformes (фаетонові) і Eurypygiformes (кагу і тігана). Створена група на основі аналізу геному. Історично фаетонів відносили до  пеліканоподібних, а кагу і сонячних чапель до  журавлеподібних. Група вважається сестринською до клади Aequornithes.